# Nova Veneza
Nova Veneza es un municipio brasileño del estado de Santa Catarina. Tiene una población estimada al 2021 de 15 515 habitantes. Emancipado como municipio en 1958, forma parte de la Región metropolitana Carbonífera.

## Historia
La ciudad fue fundada en 1891 por el empresario italiano Michele Napoli, que trajo 400 familias italianas de la región de Venecia. Al año siguiente llegaron otras 500 familias de Bergamo, creándose una comunidad italiana que todavía existe en la actualidad.
En junio de 1958 la ciudad fue nombrada "municipio" y desde 1995 tiene 3 distritos: Nova Veneza, Nossa Senhora do Caravagio y São Bento Baixo.
Actualmente Nova Venecia es llamada "la más importante colonia italiana del sur de Brasil".

## Población
El 97% de la población es descendiente de italianos y habla el talian.
Casi una quinta parte de ellos siguen viviendo en las típicas casa de piedra, hechas al estilo "alpino" por lor primeros emigrantes italianos en la ciudad.

## Economía
La economía se basa en la agricultura y en la industria metalmecánica. Además, gracias al hecho de tener una numerosa comunidad de Italo-brasileños, la ciudad atrae mucho turismo por su arquitectura, gastronomía y festivales italianos. Casi medio millón de turistas han visitado Nova Veneza en 2007.

## Turismo
El municipio celebra fiestas anuales de tradición italiana, como la Fiesta de la Gastronomía en junio y un Carnaval de Venecia en paralelo. Cuenta además con atractivos naturales como cascadas, iglesias y castillos antiguos y gastronomía tradicional.